# Samuel Woodward

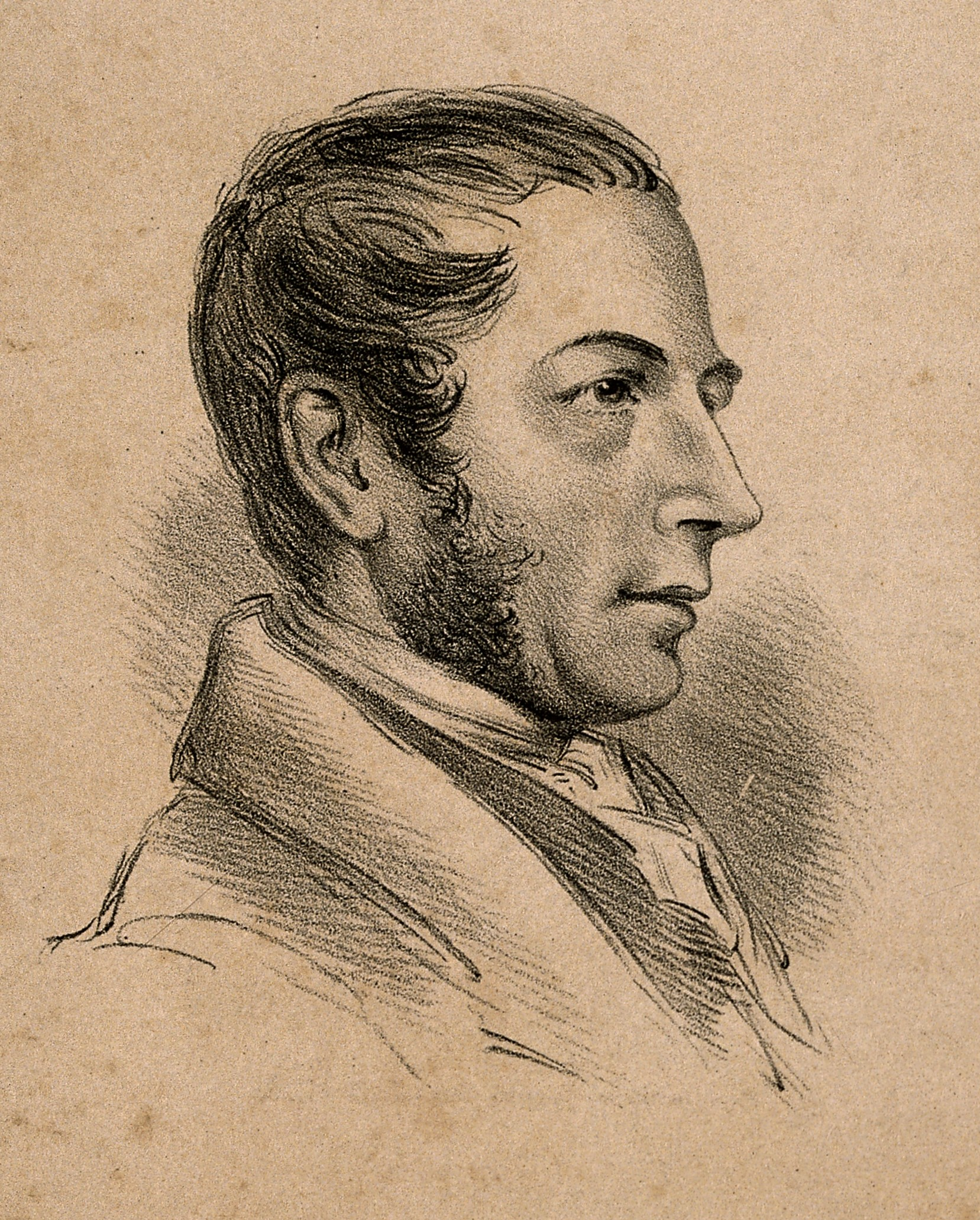
Samuel Woodward

Samuel Woodward (* 3. Oktober 1790 in Norwich; † 14. Januar 1838) war ein britischer Geologe, Paläontologe, Fossiliensammler und Antiquar (Archäologe) in Norwich.

## Leben und Wirken
Woodward war der einzige Sohn von William Woodward (1762–1795) und dessen Frau Elizabeth Springall.
Er war 1804 Lehrling in einer Tuchfabrik, die Camlet und Bombarzine Stoffe herstellte, und wurde in seinen Studien durch seinen Vorgesetzten John Herring und den Bankier Joseph John Gurney (1788–1847) gefördert sowie von weiteren naturwissenschaftlich und historisch interessierten Honoratioren in Norwich und Umgebung. Ab 1820 war er Angestellter in der Bank von Gurney (der späteren Barclay’s Bank). Die umfangreiche Fossilien-Sammlung von Woodward wurde nach seinem Tod vom Norwich Museum aufgekauft.
Woodward war ein Pionier in der Erforschung der Regionalgeologie von Norfolk und veröffentlichte 1830 eine Übersicht über britische Fossilien, die erste solche Veröffentlichung.
Bernard Bolingbroke Woodward (1816–1869), Samuel Pickworth Woodward und Henry Woodward sind seine Söhne.

## Schriften (Auswahl)
- A synoptical table of British organic remains […]. London / Norwich 1830 (Digitalisat).
- An outline of the geology of Norfolk. Norwich / London 1833 (Digitalisat).

postum
- The Norfolk topographer’s manual: being a catalogue of the books and engravings hitherto published in relation to the county. Nichols & Son, London 1842 (Digitalisat).
- The history and antiquities of Norwich castle. London / Norwich 1847 (Digitalisat) – herausgegeben von seinem Sohn Bernard Bolingbroke Woodward (1816–1869).